# اگزناتید
اگزناتید که با نام تجاری Byetta و Bydureon و دیگر نام‌ها فروخته می‌شود، داروییست که برای درمان دیابت نوع ۲ استفاده می‌شود. این دارو همراه با رژیم غذایی، ورزش و احتمالاً سایر داروهای ضد دیابت استفاده می‌شود. اگزناتید گزینه درمانی پس از متفورمین و سولفونیل اوره است. این دارو به صورت تزریق زیرجلدی یک ساعت قبل از اولین و آخرین وعده غذایی در روز تزریق می‌شود. شکل تزریقی یک بار در هفته این دارو نیز موجود است.
عوارض جانبی شایع عبارتند از افت قند خون، حالت تهوع، سرگیجه، درد شکم و درد در محل تزریق. سایر عوارض جانبی جدی ممکن است شامل سرطان مدولاری تیروئید، آنژیوادم، پانکراتیت و آسیب به کلیه باشد. ایمنی آن برای استفاده در بارداری و شیردهی نامشخص است. اگزناتید یک آگونیست گیرنده پپتید شبه گلوکاگون ۱ (آگونیست گیرنده GLP-1) است. این دارو با افزایش ترشح انسولین از پانکراس و کاهش ترشح بیش از حد گلوکاگون عمل می‌کند.
اگزناتید در سال ۲۰۰۵ برای استفاده پزشکی در ایالات متحده تأیید شد. در سال ۲۰۱۷، با بیش از یک میلیون نسخه، دویست و شصتمین داروی رایج در ایالات متحده بود.

## شیمی
اگزناتید یک پپتید ۳۹ آمینو اسیدی است. این دارو نسخه سنتزی از اگزنید-۴ است، هورمونی که در بزاق هیولای هیلا یافت می‌شود.